# Мост в Терабитию (фильм, 1985)
«Мост в Терабитию» (англ. Bridge to Terabithia) — канадский телефильм в жанре семейного фэнтези 1985 года. Фильм основан на романе 1977 года с тем же названием по Кэтрин Патерсон.
История была вдохновлена смертью Лизы Хилл, лучшей подруги сына Кэтрин Патерсон Дэвидa, которая была убита молнией, когда ей было восемь лет.

## Сюжет
10-летний Джесс Ааронс (Джулиан Коуттс) — застенчивый школьник, живущий в бедной семье. 10-летняя Лесли Берк (Джули Болье) — новая девушка в своей школе. Она участвует в соревнованиях по бегу, которые она выигрывает с легкостью, несмотря на то, что её одноклассники называют это гонкой «только для мальчиков». Джесс, поначалу, очень недоволен этим и не хочет иметь с ней ничего общего, но её настойчивость при встрече с ним скоро окупается, когда они становятся друзьями. Он разделяет свою тайную любовь к рисованию с ней; она делится с ним своей любовью к фантастическим историям. Вместе они выходят в лес, где пересекают ручей на стволе частично упавшего дерева, а затем строят «замок»" (фактически небольшой сарай) на другой стороне. Здесь они изобретают целый новый мир, Терабитию, и он оживает их глазами, которые они исследуют вместе. Они придумывают существ в Терабитии, прототипами которых являются люди, обижающие их в школе.
Их учитель, мисс Эдмундс (Аннет О’Тул), замечает художественные навыки Джесс и решает взять его с собой в экскурсию в художественный музей. Он негласно влюблен в неё и не хочет делиться поездкой с Лесли, поэтому он не приглашает её.
Когда Джесс возвращается домой, его семья очень волнуется, так как они не слушали его, когда он сказал, что уходит, а затем сообщает ему ужасную новость: Лесли погибла, пытаясь перебраться через упавшее дерево через разлившуюся от дождя речку, но не удержалась и утонула, возможно, ударившись головой при падении. Джесс горюет по ней, и он вместе с родителями навещает её семью.
Джесс тяжело переживает потерю. Он винит себя в смерти Лесли, считая, что если бы он пригласил её с собой в музей, то трагедии бы не случилось. Он приходит в их тайное место в лесу и, желая вернуть Лесли, зовёт её в надежде на её чудесное воскрешение в их волшебной стране. Там его догоняет и утешает отец, уверяя, что он ни в чём не виноват, и они наконец находят друг с другом общий язык.  Позже, после пересечения ручья, он слышит голос девочки, зовущей на помощь, и находит свою младшую сестру Мэй Белль, застывшую от страха на упавшем дереве после того, как пыталась перейти через него. Он спасает её и успокаивает, а затем приглашает стать новой королевой, чему она очень рада, так как ранее ей не давали возможности попасть в Терабитию. Они оба возвращают её в ещё большем великолепии; он — король, а она — принцесса, и они вместе навсегда правят свободными людьми королевства.

## В ролях
- Джулиан Коуттс —  Джесс Ааронс
- Джули Больё —  Лесли Бёрк
- Аннетт О’Тул —  мисс Эдмундс
- Глория Карлин —  Нэнси Ааронс
- Том Хитон —  Джесс  Оливер Ааронс-старший
- Питер Дворски —  Билл Бёрк
- Дарлин Брэдли —  Джуди Бёрк
- Шэрон Холовня —  Бренда Ааронс
- Дженнифер Матичук —  Май Белль Ааронс
- Тайлер Попп —  Гэри Фулчер
- Бриджет Райан —  Дженис Эйвери